# About a Girl
"About A Girl" là một bài hát của ban nhạc rock Mỹ Nirvana. Đây là bài thứ ba trong album đầu tay năm 1989 của họ, album Bleach và là đĩa đơn từ album năm 1994 MTV Unplugged in New York

## Lịch sử
Sớm nhất là vào năm 1988, "About a Girl" được coi là bài hát nhạc rock hay đầu tiên của Kurt Cobain. Theo lời kể của Nirvana, bài hát đã được viết sau khi Cobain dành cả một buổi chiều để nghe album Meet the Beatles!. Vào thời gian này, Cobain đang cố gắng để che giấu đi khuynh hướng viết nhạc pop của mình, và anh đã miễn cưỡng cho bài hát này vào album Bleach vì sợ sự xa lánh của những người hâm mộ nhạc grunge với ban nhạc.
Tuy nhiên, nhà sản xuất Jack Endino của album rất thích thú với bài hát này, thậm chí ông còn nghĩ nó có thể ra thành một đĩa đơn. Vài năm sau đó, Butch Vig, nhà sản xuất album tiếp theo năm 1991 Nevermind của Nirvana đã coi "About A Girl" như là một gợi ý cho ban nhạc theo loại nhạc grunge. "Mọi người đều nói là Kurt thích...nhạc punk, nhưng anh ta là một người hâm một Beatles cuồng nhiệt fan và càng làm việc với nhau nhiều, ảnh hưởng của Beatles đối với sáng tác nhạc của Kurt càng rõ", Vig nói với NME như vậy trong năm 2004.
"About a Girl" đã được Endino thu âm vào tháng 12 năm 1988 ở Seattle, Washington. Nó vẫn là một trong vài bài hát trong album Bleach mà Cobain vẫn thường xuyên hát cho đến khi anh chết vào tháng 4 năm 1994. Phiên bản đã được biên tập trong buổi diễn ghi ta thường MTV Unplugged được thu âm năm 1993 và được phát hành trong album MTV Unplugged in New York trong năm 1994 có thể là phiên bản quen thuộc nhất của bài hát này.

## Xuất xứ bài hát

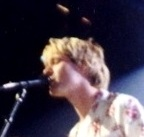
Kurt Cobain đang biểu diễn bài trong chương trình MTV Unplugged (Live)

Theo như lời của Chad Channing, tay trống của Nirvana, trong suốt thời gian thực hiện Bleach, Cobain đã không tìm được tên cho bài hát khi anh mang nó đến phòng thu. Khi được hỏi bài hát viết về điều gì, Cobain đã trả lời, "It's about a girl" (nghĩa là "Về một cô gái").
Cô gái đó chính là Tracy Marander, người bạn gái đang sống cùng Cobain khi đó. Dường như Marander đã hỏi Cobain tại sao anh không bao giờ biết bài hát dành cho cô, và Cobain đã trả lời bằng bài hát "About A Girl". Bài hát nói về mối quan hệ đang đổ vỡ của đôi này, do Cobain đã từ chối nhận một công việc làm hoặc từ chối làm cùng công việc dọn dẹp căn hộ (căn hộ mà có nhiều con vật nuôi của anh). Trong những lần cãi nhau, Cobain thỉnh thoảng dọa là sẽ chuyển ra ô tô để ở và Marander lại dịu cơn tức giận vì điều này.
Thật là kỳ lạ, Cobain chưa bao giờ nói với Marander rằng anh đã viết "About A Girl" cho cô. Trong bộ phim tài liệu làm năm 1998 Kurt và Courtney của Nick Broomfield, Marander đã phát hiện ra điều này sau khi đọc bản quá trình hoạt động của Nirvana, Come As You Are: Câu truyện của Nirvana do Michael Azeradd viết vào năm 1993

## Phiên bản khác
Một phiên bản thu trực tiếp, chơi bằng ghi ta điện của bài "About A Girl", đã được thu âm vào năm 1990, có trong mặt B ở đĩa CD của đĩa đơn năm 1999 trong bài hát "Sliver". Một phiên bản chơi ghi ta điện khác, thu âm năm 1991, có trong đĩa phim gia đình năm 1994, Live! Tonight! Sold Out!!. Một phiên bản demo sô lô điện tử cũng xuất hiện trong băng nhạc năm 2004 của Nirvana, With the Lights Out, và trong album tổng hợp năm 2005, Sliver: The Best of the Box. Phiên bản trong Bleach đã được tái bản lại vào năm 2002 trong album tổng hợp "những bài hay nhất" của Nirvana.

## Các bản cover
"About a Girl" đã được ban nhạc trip-hop Mỹ Cibo Matto hát lại.

## Tin tức bên lề
- Patti Smith đã ca ngợi Cobain trong bài hát có tên là "About a Boy" trong album năm 1995 của cô, Gone Again. About a Boy cũng đã được sử dụng làm tên một tiểu thuyết năm 1998 của nhà văn người Anh, Nick Hornby. Tiểu thuyết cũng đã nhắc đến Cobain và Nirvana.

## Đĩa đơn
"About A Girl" đã được phát hành trong MTV Unplugged in New York' với vai trò là một bài hát trong album. Năm nghìn bản đã được bán hết ở Úc, còn đĩa đơn của bài thì đã được bán khắp châu Âu. Những bài trong đĩa đơn là:
1. "About a Girl" (Cobain)
2. "Something In The Way" (Cobain)

## Vị trí trong bảng xếp hạng
| Bảng xếp hạng (1994)     | Vị trí cao nhất |
| ------------------------ | --------------- |
| Australian Singles Chart | 4               |
| Belgian Singles Chart    | 13              |
| Denmark Singles Chart    | 7               |
| Dutch Singles Chart      | 22              |
| Finland Singles Chart    | 8               |
| French Singles Chart     | 23              |
| Sweden Singles Chart     | 20              |